# Tsuga mertensiana
Tsuga mertensiana là một loài thực vật hạt trần trong họ Thông. Loài này được (Bong.) Carrière miêu tả khoa học đầu tiên năm 1867.